# Yllenus
Yllenus Simon, 1868 è un genere di ragni appartenente alla famiglia Salticidae.

## Comportamento
Alquanto peculiare è l'abitudine di Y. arenarius di costruire tane con la sua tela sotto la superficie sabbiosa delle dune che costituiscono il suo habitat naturale.

## Distribuzione
Le 70 specie oggi note di questo genere sono state rinvenute in varie zone dell'Eurasia e dell'Africa settentrionale; la maggiore concentrazione di specie si ha nell'Asia centrale, in particolare nel Kazakistan, Uzbekistan e Turkmenistan.
In Italia sono state reperite 2 specie di questo genere

## Tassonomia
Considerato un sinonimo anteriore di Pseudomogrus Simon, 1937, a seguito di uno studio dell'aracnologo Prószynski del 1968.
A giugno 2011, si compone di 70 specie:
1. Yllenus albifrons (Lucas, 1846) — Africa settentrionale, Vicino Oriente
2. Yllenus albocinctus (Kroneberg, 1875) — dalla Turchia alla Cina
3. Yllenus algarvensis Logunov & Marusik, 2003 — Portogallo
4. Yllenus aralicus Logunov & Marusik, 2003 — Azerbaigian, Turkmenistan
5. Yllenus arenarius Menge, 1868[4] — Europa centrale e orientale
6. Yllenus auriceps (Denis, 1966) — Libia
7. Yllenus auspex (O. P.-Cambridge, 1885) — Mongolia, Cina
8. Yllenus bactrianus Andreeva, 1976 — Tagikistan
9. Yllenus bajan Prószynski, 1968 — Mongolia, Cina
10. Yllenus bakanas Logunov & Marusik, 2003 — Kazakistan
11. Yllenus baltistanus Caporiacco, 1935 — India
12. Yllenus bator Prószynski, 1968 — Mongolia, Cina
13. Yllenus bucharensis Logunov & Marusik, 2003 — Uzbekistan
14. Yllenus caspicus Ponomarev, 1978 — Russia, Azerbaigian, Turkmenistan
15. Yllenus charynensis Logunov & Marusik, 2003 — Kazakistan
16. Yllenus coreanus Prószynski, 1968 — Russia, Asia centrale, Corea, Mongolia
17. Yllenus dalaensis Logunov & Marusik, 2003 — Kazakistan
18. Yllenus desertus Wesolowska, 1991 — Mongolia
19. Yllenus dunini Logunov & Marusik, 2003 — Azerbaigian, Kazakistan
20. Yllenus erzinensis Logunov & Marusik, 2003 — Russia, Mongolia
21. Yllenus flavociliatus Simon, 1895 — Russia, Asia centrale, Mongolia, Cina
22. Yllenus gajdosi Logunov & Marusik, 2000 — Mongolia
23. Yllenus gavdos Logunov & Marusik, 2003 — Isole Canarie, Spagna, Creta
24. Yllenus gregoryi Logunov, 2010 — India
25. Yllenus guseinovi Logunov & Marusik, 2003 — Azerbaigian, Kazakistan, Turkmenistan
26. Yllenus halugim Logunov & Marusik, 2003 — Israele
27. Yllenus hamifer Simon, 1895 — Mongolia
28. Yllenus horvathi Chyzer, 1891 — Ungheria, Bulgaria, Romania, Ucraina
29. Yllenus improcerus Wesolowska & van Harten, 1994 — Yemen
30. Yllenus kalkamanicus Logunov & Marusik, 2000 — Kazakistan, Cina
31. Yllenus karakumensis Logunov & Marusik, 2003 — Turkmenistan
32. Yllenus karnai Logunov & Marusik, 2003 — India
33. Yllenus knappi Wesolowska & van Harten, 1994 — Sudan, Yemen
34. Yllenus kononenkoi Logunov & Marusik, 2003 — Kirghizistan
35. Yllenus kotchevnik Logunov & Marusik, 2003 — Turkmenistan
36. Yllenus kulczynskii Punda, 1975 — Mongolia
37. Yllenus logunovi Wesolowska & van Harten, 2010 — Emirati Arabi Uniti
38. Yllenus lyachovi Logunov & Marusik, 2000 — Kazakistan
39. Yllenus maoniuensis (Liu, Wang & Peng, 1991) — Cina
40. Yllenus marusiki Logunov, 1993 — Mongolia
41. Yllenus mirabilis Logunov & Marusik, 2003 — Uzbekistan, Turkmenistan
42. Yllenus mirandus Wesolowska, 1996 — Turkmenistan
43. Yllenus mongolicus Prószynski, 1968 — Russia, Asia centrale, Mongolia
44. Yllenus murgabicus Logunov & Marusik, 2003 — Tagikistan
45. Yllenus namulinensis Hu, 2001 — Cina
46. Yllenus nigritarsis Logunov & Marusik, 2003 — Turkmenistan
47. Yllenus nurataus Logunov & Marusik, 2003 — Uzbekistan
48. Yllenus pamiricus Logunov & Marusik, 2003 — Tagikistan
49. Yllenus pavlenkoae Logunov & Marusik, 2003 — Kazakistan
50. Yllenus pseudobajan Logunov & Marusik, 2003 — Cina
51. Yllenus pseudovalidus Logunov & Marusik, 2003 — Kazakistan, Turkmenistan
52. Yllenus ranunculus Thorell, 1875 — Algeria
53. Yllenus robustior Prószynski, 1968 — Cina
54. Yllenus rotundiorificus Logunov & Marusik, 2000 — Mongolia
55. Yllenus saliens O. P.-Cambridge, 1876 — Africa settentrionale, Arabia Saudita, Yemen
56. Yllenus salsicola (Simon, 1937) — dalla Francia ad Israele (presente in Italia)
57. Yllenus shakhsenem Logunov & Marusik, 2003 — Turkmenistan
58. Yllenus squamifer (Simon, 1881) — Portogallo, Spagna
59. Yllenus tamdybulak Logunov & Marusik, 2003 — Uzbekistan
60. Yllenus tschoni (Caporiacco, 1936) — Libia, Egitto, Israele
61. Yllenus turkestanicus Logunov & Marusik, 2003 — Asia centrale
62. Yllenus tuvinicus Logunov & Marusik, 2000 — Russia
63. Yllenus uiguricus Logunov & Marusik, 2003 — Kazakistan
64. Yllenus univittatus (Simon, 1871) — Francia, Italia, probabilmente Turkmenistan
65. Yllenus uzbekistanicus Logunov & Marusik, 2003 — Uzbekistan, Turkmenistan
66. Yllenus validus (Simon, 1889) — dall'Asia centrale alla Mongolia
67. Yllenus vittatus Thorell, 1875 — dall'Europa orientale al Kazakistan
68. Yllenus zaraensis Logunov, 2009 — Turchia
69. Yllenus zhilgaensis Logunov & Marusik, 2003 — Kazakistan
70. Yllenus zyuzini Logunov & Marusik, 2003 — Kazakistan, Turkmenistan

### Specie trasferite
- Yllenus pennatus (Denis, 1957); trasferita al genere Phlegra[2].
- Yllenus skalanicus (Dobroruka, 2002); gli esemplari, rinvenuti sull'isola di Creta, sono stati trasferiti inizialmente al genere Euophrys; a seguito di un lavoro degli aracnologi Logunov & Marusik del 2003, sono da considerarsi nomina dubia[2].
- Yllenus starmuehlneri Roewer, 1955; trasferita al genere Plexippoides[2].

### Nomina dubia
- Yllenus brueggeri Lebert, 1877; un esemplare femminile, rinvenuto in Svizzera, a seguito di due lavori, uno di Lessert del 1910 e un altro di Logunov & Marusik del 2003, è da ritenersi nomen dubium[2].
- Yllenus kronebergi Roewer, 1951; originariamente ha subito una ridenominazione per Attus elegans Kroneberg, 1875 in quanto occupato precedentemente da Hentz, 1846. Questo esemplare maschile, rinvenuto in Turkmenistan, è stato trasferito in questo genere da Simon nel 1901 e a seguito di uno studio di Logunov & Marusik del 2003 e come già accennato in precedenza da Prószynski nel 1968, è da ritenersi nomen dubium[2].